# Pentaedro
Na geometria um pentaedro é um poliedro com cinco faces. Eles são de dois tipos:
Com uma face em forma de quadrilátero e quatro em forma triangular , ou seja, uma pirâmide , o que irá ser regular ou irregular, dependendo da forma da base.
Três rostos em forma de anel e duas faces triangulares adjacentes não adjacentes, que é um prisma triangular, um tronco de pirâmide truncada ou de outra.
Não pode haver pentaedros regulares ou seja, sem sólidos platônicos cinco faces.
Duas formas construídas com polígonos regulares são a pirâmide quadrada e o prisma triangular. 
| Nome              | Figura | Vertices | Arestas | Faces | Faces por tipo           |
| ----------------- | ------ | -------- | ------- | ----- | ------------------------ |
| Pirâmide quadrada |        | 5        | 8       | 5     | 4 triângulos 1 quadrado  |
| Prisma triangular |        | 6        | 9       | 5     | 2 triângulos 3 quadrados |